# نهر دارو
نهر دارو (بالإسبانية: Río Darro)‏ نهر صغير ذو أهمية تاريخية وأحد روافد نهر شنيل. يقع في مقاطعة غرناطة في إسبانيا.

## التسمية
سُمي النهر في الأصل على اسم الكلمة الرومانية التي تعني الذهب "أوروس"، كون السكان كانوا ينقبون عن الذهب على ضفافه، غيّر العرب الاسم إلى هادارو، أعاد المسيحيون تسميته إلى داورو،  أخيراً أصبح يُعرف باسم دارو.

## الجسور

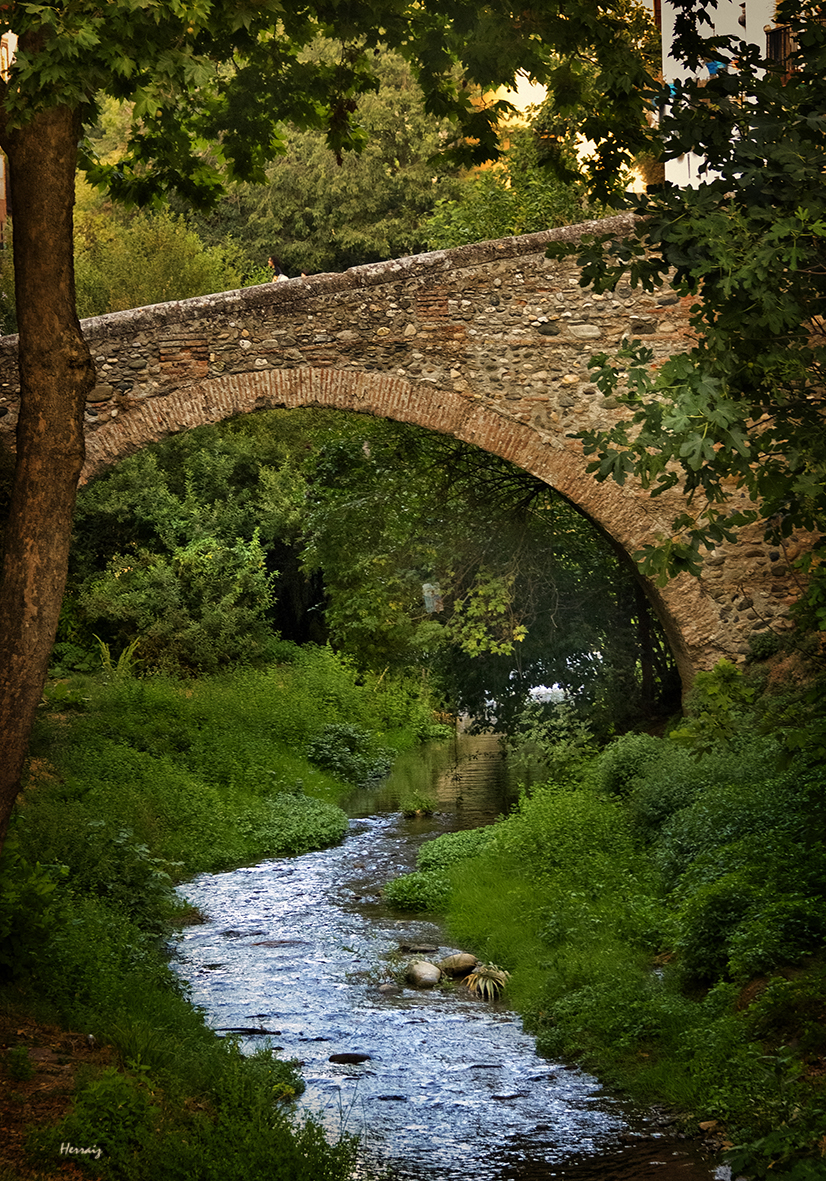
جسور وطرق على نهر دارو

توجد خمسة جسور تعبر نهر دارو: جسر الصهريج، وجسر عازفي المزمار، وجسر كابريرا، وجسر إسبينوزا.

## الأهمية
كان نهر دارو يزود قصر الحمراء بالمياه من خلال نظام من القنوات المائية.